# Campionato kazako di pallavolo femminile
Il campionato kazako di pallavolo femminile è un insieme di tornei pallavolistici per squadre di club kazake, istituiti dalla VFRK.

## Struttura
- Campionati nazionali professionistici:

Ulttyk liga: a girone unico, partecipano undici squadre.
- Campionati nazionali non professionistici:

Joǵarǵy liga: a girone unico, partecipano sei squadre.